# Ghipeș
Ghipeș (węg. Gyepes) – wieś w Rumunii, w okręgu Harghita, w gminie Mărtiniș. W 2011 roku liczyła 138 mieszkańców.